# Медаль «За безупречную службу» (Казахстан)
Медаль «За безупречную службу» (каз. Мінсіз қызметi үшін) — государственная награда Республики Казахстан, учреждённая Указом Президента от 7 мая 2002 года за № 865 для вооружённых сил. Указом Президента Республики Казахстан от 30 сентября 2011 года за № 155 медаль отнесена к ведомственным наградам Министерства обороны, Комитета национальной безопасности, Пограничной службы КНБ РК, Службы государственной охраны, Службы внешней разведки «Сырбар», Комитета Внутренних войск Министерства внутренних дел, Министерства по чрезвычайным ситуациям.

## Положение о медали
Медалью награждаются военнослужащие Вооруженных Сил, других войск и воинских формирований, сотрудники органов внутренних дел, противопожарной службы Министерства по чрезвычайным ситуациям Республики Казахстан, положительно характеризуемые по службе и образцово выполняющие свой служебный долг.

## Степени
Медаль «Miнciз қызметi үшін» состоит из трех степеней:
- медаль «Miнciз қызметi үшін» I степени - для награждения за 20 лет безупречной службы;
- медаль «Miнciз қызметi үшін» II степени - для награждения за 15 лет безупречной службы;
- медаль «Miнciз қызметi үшін» III степени - для награждения за 10 лет безупречной службы.

Высшей степенью медали является I степень.
Награждение медалью «Miнciз қызметi үшін» производится последовательно от низшей степени к высшей. Награждение медалью более высокой степени не допускается без получения награждённым медали предыдущей степени.

## Описание

### Медаль «За безупречную службу» I степени
Медаль «Мінсіз қызметi үшін» I степени изготавливается из латуни и имеет форму круга диаметром 34 мм.
На лицевой стороне медали расположены пятиконечная выпуклая звезда рубинового цвета с гладкими двугранными лучами, солнце и парящий орел золотистого цвета, ниже - римская цифра «XX» и переплетение дубовых и лавровых ветвей золотистого цвета, перевитых лентой желтого цвета с красной полоской. По нижнему краю медаль оформлена орнаментом, по внутреннему краю ободка расположена сабля, по верхнему краю надпись «Мінсіз қызметi үшін».
На оборотной стороне медали по центру расположена надпись «Қазақстан Республикасы Қарулы Күштеріндегi мінсіз қызметi үшін».
Все изображения и надписи на медали выпуклые. Края медали окаймлены бортиком.
Медаль с помощью ушка и кольца соединяется с шестиугольной колодкой шириной 34 мм и высотой 50 мм, обтянутой шелковой муаровой лентой. По краям ленты располагаются голубые полосы шириной 7 мм, посередине ленты располагаются две желтые полоски шириной 5 мм, между которыми красная полоска шириной 6 мм. Ширина ленты - 30 мм.
Медаль с помощью булавки крепится к одежде.

### Медаль «За безупречную службу» II степени
Медаль «Мінсіз қызметi үшін» II степени изготавливается из сплава мельхиор и имеет форму круга диаметром 34 мм.
На лицевой стороне медали расположены пятиконечная выпуклая звезда рубинового цвета с гладкими двугранными лучами, солнце и парящий орел золотистого цвета, ниже - римская цифра «XV» и переплетение дубовых и лавровых ветвей золотистого цвета, перевитых лентой желтого цвета с двумя красными полосками. По нижнему краю медаль оформлена орнаментом, по внутреннему краю ободка расположена сабля, по верхнему краю надпись «Мінсіз қызметi үшін».
На оборотной стороне медали по центру расположена надпись «Қазақстан Республикасы Қарулы Күштеріндегi мінсіз қызметi үшін».
Все изображения и надписи на медали выпуклые. Края медали окаймлены бортиком.
Медаль с помощью ушка и кольца соединяется с шестиугольной колодкой шириной 34 мм и высотой 50 мм, обтянутой шелковой муаровой лентой. По краям ленты располагаются голубые полосы шириной 7 мм, посередине ленты располагаются две красные полоски шириной 3 мм, чередующиеся с тремя желтыми полосками, крайние из которых шириной 4 мм, средняя 2 мм. Ширина ленты - 30 мм.
Медаль с помощью булавки крепится к одежде.

### Медаль «За безупречную службу» III степени
Медаль «За безупречную службу» III степени изготавливается из мельхиора и имеет форму круга диаметром 32 мм.
На лицевой стороне медали расположены пятиконечная выпуклая звезда рубинового цвета с гладкими двугранными лучами, солнце и парящий орел золотистого цвета; ниже римская цифра «X» и переплетение дубовых и лавровых ветвей серебряного цвета, перевитых лентой желтого цвета с тремя красными полосками. По нижнему краю медаль оформлена орнаментом, по внутреннему краю ободка расположена сабля; в верхней части ободка надпись «Мінсіз қызметi үшін».
На оборотной стороне медали по центру расположена надпись «Қазақстан Республикасы Қарулы Күштеріндегi мінсіз қызметi үшін».
Все изображения и надписи на медали выпуклые. Края медали окаймлены бортиком.
Медаль с помощью ушка и кольца соединяется с шестиугольной колодкой шириной 34 мм и высотой 50 мм, обтянутой шелковой муаровой лентой. По краям ленты располагаются голубые полосы шириной 7 мм, посередине ленты располагаются три красные полоски шириной 2 мм, чередующиеся с четырьмя желтыми полосками, крайние из которых шириной 4 мм, а средние шириной 1 мм. Ширина ленты – 30 мм.
Медаль с помощью булавки крепится к одежде.
Медаль изготовлена на Казахстанском монетном дворе в Усть-Каменогорске.